# Metzly Kamill
Metzly Kamill (Keszthely?, 1800-as évek közepe után – 1944–1949 között) erdőgondnok, vadász, az Ágneslaki Arborétum alapítója.
Névváltozatok: Metzli, Meitzly.

## Életpályája
Metzly Kamill valamikor az 1800-as évek közepe utáni években született, valószínűleg Keszthelyen.
Pályafutását Erdélyben a Hátszeghez tartozó Malomvízen kezdte, ahol megismerkedett a Déli-Kárpátok hatalmas kiterjedésű lucfenyveseivel. 1896-1936 között Inkey Pál somogyi birtokán mint urasági erdőgondnok dolgozott. Iharosberényben Suszter J. főerdész utódaként lépett szolgálatba. Suszter J. volt ugyanis az, aki az 1880-as évek végén Iharosberény határában a sukorodi és szentpáli erdőrészekben  meghonosította a duglászfenyőt, az iklói erdőrészben a vörösfenyőt, majd az alsóerdei homokon a kiváló növésű feketefenyőt és szurkosfenyőt (pinus rigida). Metzly Kamill tovább folytatta elődje munkáját a sukorodi és iklói erdőrészekben.
Metzly Kamill urasági erdőgondnok az Inkey Pál földbirtokos tulajdonában álló Máriás-patak völgyében tervezte meg és alakította ki az arborétumot és halastavakat.
A Somogy megye nyugati részén fekvő Iharosberényben 30 hektáros, halastavakkal körülvett félszigeten fekvő arborétum területére 1920-1925 között mintegy 100 fafajt telepített.
A terület a tavak következtében kialakult párás klíma miatt kiválóan alkalmas volt a fenyőfélék ültetésére. A báró az 1920-as években döntött úgy, hogy fenyőgyűjteményt hoz itt létre nyolc hektáron.
Az ő nevéhez fűződik a közeli, közigazgatásilag ma Csurgónagymartonhoz tartozó, de az iharosi erdészet kezelésében lévő Ágneslaki Arborétum, valamint az iharosi Inkey-kastély parkjának tervezése és kialakítása is.
Fiatal korában Metzly Kamill főerdész mellett volt gyakornok Pagony Károly erdőmérnök is.
Nyugdíjba vonulása után, valamikor 1944–1949 között hunyt el.

## Tagságai
- Országos Erdészeti Egyesület
- Országos Halászati Egyesület,

## Az Inkey-kastély parkja
Az Inkey kastély parkja ma már védettség alatt áll, mely számos nagyméretű, értékes faritkasággal rendelkezik.
A lombos fajok közül például a 474 cm-es törzskerülettel rendelkező vadgesztenye (Aesculus hippocastaneum), valamint az 552 cm törzskerületű tulipánfa (Liliodendron tulipifera) országos második helyen áll. De található itt számos amerikai vasfa (Gymnocladus dioicus) is. Az igazi ritkaságok azonban a tűlevelűek között vannak.
A park közepét egy óriási mamutfenyő uralja, mely 38 méter magas és 712 cm törzskerületű példány, mely termete miatt már messziről látható, és melynek vörösbarna, nagyon vastag, bordázott kérge van. A park délkeleti sarkában található egy 200 éves himalájai cédrus is, mely 537 cm törzskerülettel rendelkezik. Ez a fa az összes hazai cédrus között is rekordernek számít a nálunk sokkal gyakoribb atlasz-cédrusok között sem akad vetélytársa. A park botanikusi körökben még ma is a nemzetközileg elismertek között szerepel.